# John DiStaso
John DiStaso (Paterson, Nueva Jersey, 1953 o 1954 - circa 22 de abril de 2022) fue un periodista político norteamericano, que trabajó en New Hampshire en WMUR-TV en Mánchester, Nuevo Hampshire.

## Biografía
Nació en Nueva Jersey y se mudó a Nuevo Hampshire juntó con su esposa en 1979. Allí comenzó su carrera en Union Leader como corresponsal antes de convertirse en reportero de plantilla.
A partir de 1982 escribió la columna política del periódico "The Granite Status".
Se le atribuye como la primera persona en recibir el uso de la frase "Republicano solo de nombre" o RINO en 1992.
Fue uno de los moderadores del debate de los candidatos presidenciales demócratas de 2004 que se llevó a cabo el 22 de enero de 2004 en Goffstown, Nuevo Hampshire. También fue panelista en debates producidos por CNN y NBC.
Fue el editor de NH Journal, un sitio web y de noticias en línea fundado por activistas republicanos locales. Fue reportero político del Union Leader, un diario publicado en Mánchester, Nuevo Hampshire. DiStaso dejó Union Leader en abril de 2014 después de 34 años y se incorporó a NH Journal ese mismo mes.
Murió en abril de 2022 tras una larga enfermedad.

## Crítica
Fue acusado de parcialidad republicana en un artículo de Columbia Journalism Review. La crítica provino después de una larga entrevista con el asesor presidencial de George W. Bush, Karl Rove.